# Svartfläcksfältmätare
Svartfläcksfältmätare (Xanthorhoe fluctuata) är en fjärilsart som beskrevs av Carl von Linné 1758. Svartfläcksfältmätare ingår i släktet Xanthorhoe, och familjen mätare, Geometridae. Arten är reproducerande i Sverige. Fyra underarter finns listade i Catalogue of Life, Xanthorhoe fluctuata malleola Inoue, 1955, Idaea aversata griseocorsa Rätzer, 1881, Xanthorhoe fluctuata simushira Bryk, 1942 och Xanthorhoe fluctuata thules Prout, 1896.
Arten varierar i vingbredd mellan 23 och 28 millimeter. Den är vanlig i anslutning till bebyggelse och andra kulturmarker. Den kan ofta ses vila helt öppet dagtid och flyger i skymningen.

## Bildgalleri

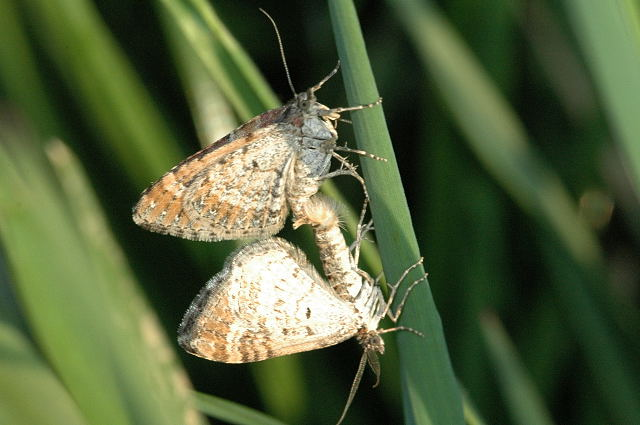
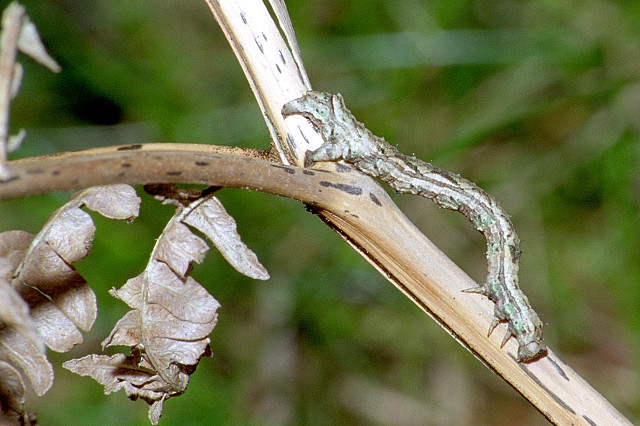
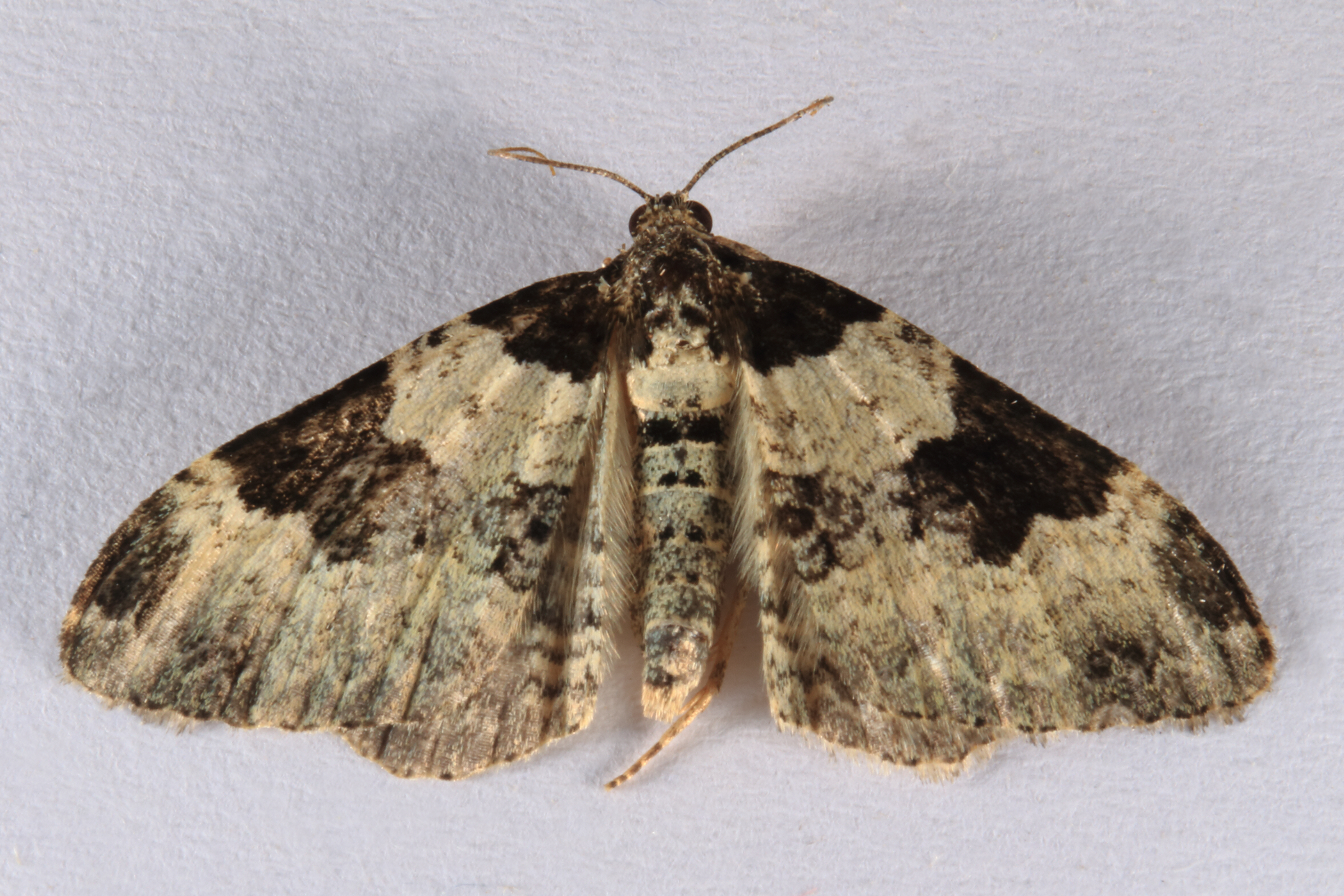